# Rombach-Martelange
Pour l’article homonyme, voir Rombach-le-Franc.
Rombach-Martelange (Rombech en luxembourgeois, localement Roumicht) est un village luxembourgeois de la commune de Rambrouch, dans le canton de Redange.
Il est connu pour former un continuum bâti avec la commune belge de Martelange depuis la scission du Luxembourg par le traité des XXIV articles (19 avril 1839) et abriter de nombreuses stations-service le long de la route nationale belge N4 qui fait office de frontière à cet endroit.
Il est aussi connu pour avoir été ravagé par l'explosion d'un camion de GPL le 21 août 1967 lors de la catastrophe de Martelange.

## Histoire

### Scission du village et du Luxembourg
A l'origine, Rombach-Martelange et Martelange ne formaient qu'un seul et même village au sein du Grand-duché de Luxembourg, qui appartenait à titre privé à Guillaume d'Orange-Nassau depuis l'acte final du congrès de Vienne de 1815. Mais, lorsque celui-ci fut annexé à la Belgique après l'indépendance de cette dernière du Royaume uni des Pays-Bas le 4 octobre 1830, des débats eurent lieu autour de la « question du Luxembourg » quant à savoir si le Grand-duché devait demeurer belge ou être rendu à Guillaume 1er, qui était alors à la fois roi des Pays-Bas et grand-duc de Luxembourg. La décision fut prise de scinder le territoire en deux et la frontière entre la Belgique et le Luxembourg fut tracée, entre autres, le long de la route reliant Arlon à Bastogne (l'actuelle route nationale 4), qui traversait déjà le village. Initialement, dans le premier traité du 15 novembre 1831, Martelange devait demeurer luxembourgeoise mais, sous l’insistance de Constant d'Hoffschmidt, député à la Chambre des Représentants de Belgique, le village fut scindé en deux le 19 avril 1839 par le traité des XXIV articles. Les bâtiments du côté ouest de la route formèrent alors Martelange, qui devint belge (à l'instar du Pays d'Arlon), tandis que les bâtiments du côté est de la nouvelle frontière formèrent le village luxembourgeois de Rombach-Martelange, rattaché à la commune de Perlé.  

### Catastrophe du 21 aout 1967
Le 21 août 1967, Rombach-Martelange et sa voisine belge, Martelange, sont le théâtre d'une catastrophe qui fit 22 morts et 47 blessés lorsqu'un  semi-remorque en provenance des Pays-Bas via Bastogne sur la nationale 4, rate son virage et verse sur le pont de la Sûre. La cargaison de 47 000 litres de GPL explose et provoque plusieurs incendies ravageant plusieurs dizaines de maisons et de stations-services de part et d'autre de la frontière,.

### Histoire moderne
le 1er janvier 1979, Perlé, dont fait partie Rombach-Martelange fusionne avec Arsdorf, Bigonville et Folschette et rejoint la nouvelle commune de Rambrouch.